# Ergavia obliterata
Ergavia obliterata là một loài bướm đêm trong họ Geometridae.